# 闍耶訶梨跋摩一世
闍耶訶梨跋摩一世（梵文名，Jaya Harivarman I，?—?），占婆（占城）12世紀中期国王。
《宋史》记载他名为邹时阑巴，《大越史记全书》记载他名为制皮啰笔。真腊入侵占婆，律陀罗跋摩四世继位为第十二王朝国王。为逃避真腊人，南迁宾童龙。死后其子阇耶诃梨跋摩一世继位。宾童龙国王阇耶诃梨跋摩一世1147年打败了真腊人，收复佛逝。占婆王室又出现内讧，阇耶诃梨跋摩一世与妻兄般舍罗阇（Vançaraja，又作“雍明叠”、“雍明些叠”）相攻。般舍罗阇向越南李朝求助，李英宗册封般舍罗阇为占婆国王，并派李蒙与般舍罗阇率兵征占婆。般舍罗阇和李蒙都在战中阵亡。1154年十月，李英宗迎娶占婆国王女儿。阇耶诃梨跋摩一世随后致力于镇压阿摩罗波胝和宾童龙地区的叛乱，最终内外平定。1155年，闍耶訶梨跋摩一世遣使到南宋进方物，求封爵，宋高宗锡宴于怀远驿，以杨卜麻叠初封之爵授予他，报赐甚厚。